# Cuise-la-Motte
Cuise-la-Motte é uma comuna francesa na região administrativa de Altos da França, no departamento de Oise. Estende-se por uma área de 10,05 km². Em 2010 a comuna tinha 2 302 habitantes (densidade: 229,1 hab./km²).